# Wilhelm Hack
Wilhelm Hack (* 1899 in Koblenz; † 1985) war ein deutscher Kunstsammler.
Hack leitete in Köln nach dem Ersten Weltkrieg eine Import- und Exportfirma. Nach dem Zweiten Weltkrieg war er in der Nylonverarbeitung tätig.

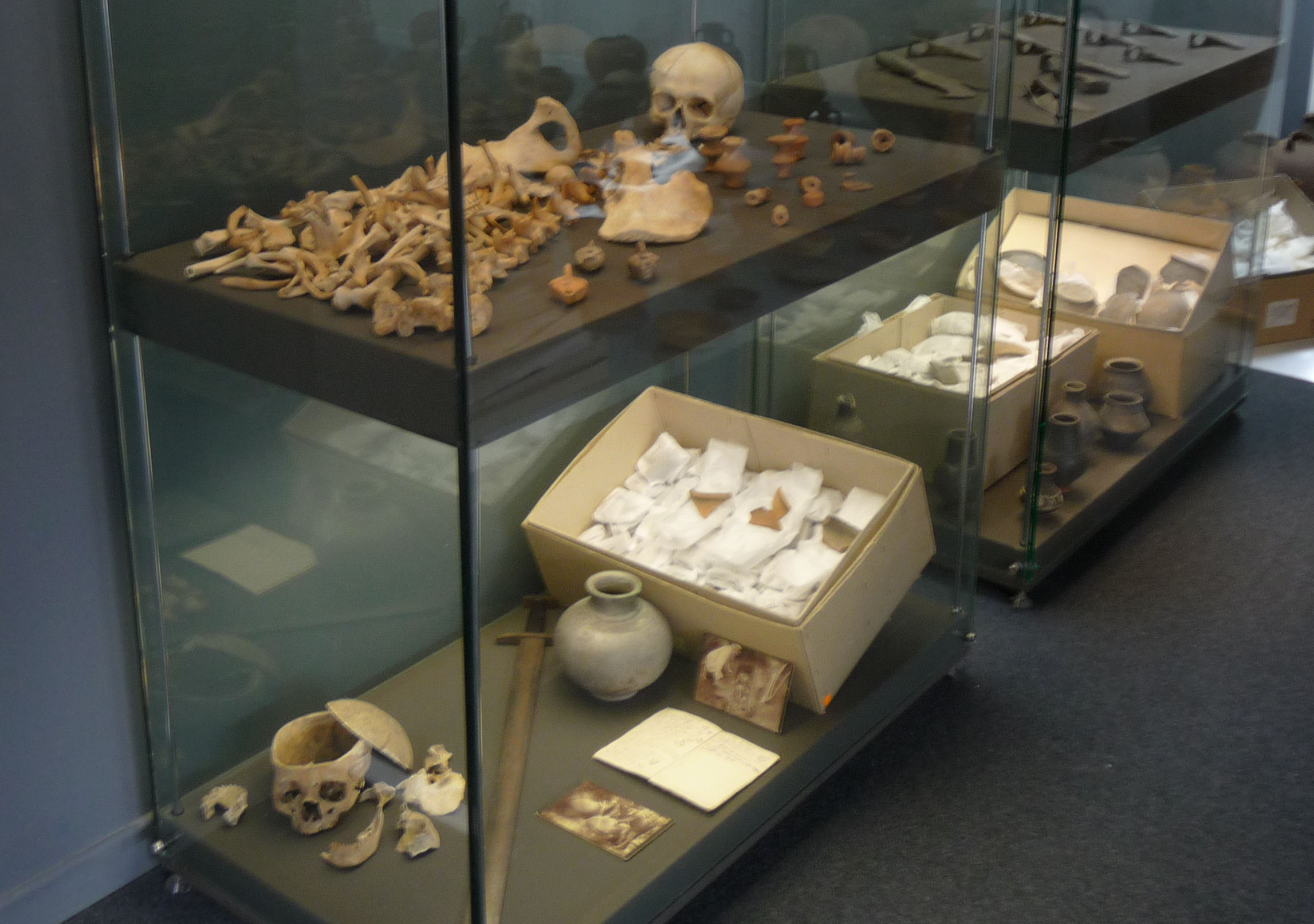
Gondorfer Gräberfund

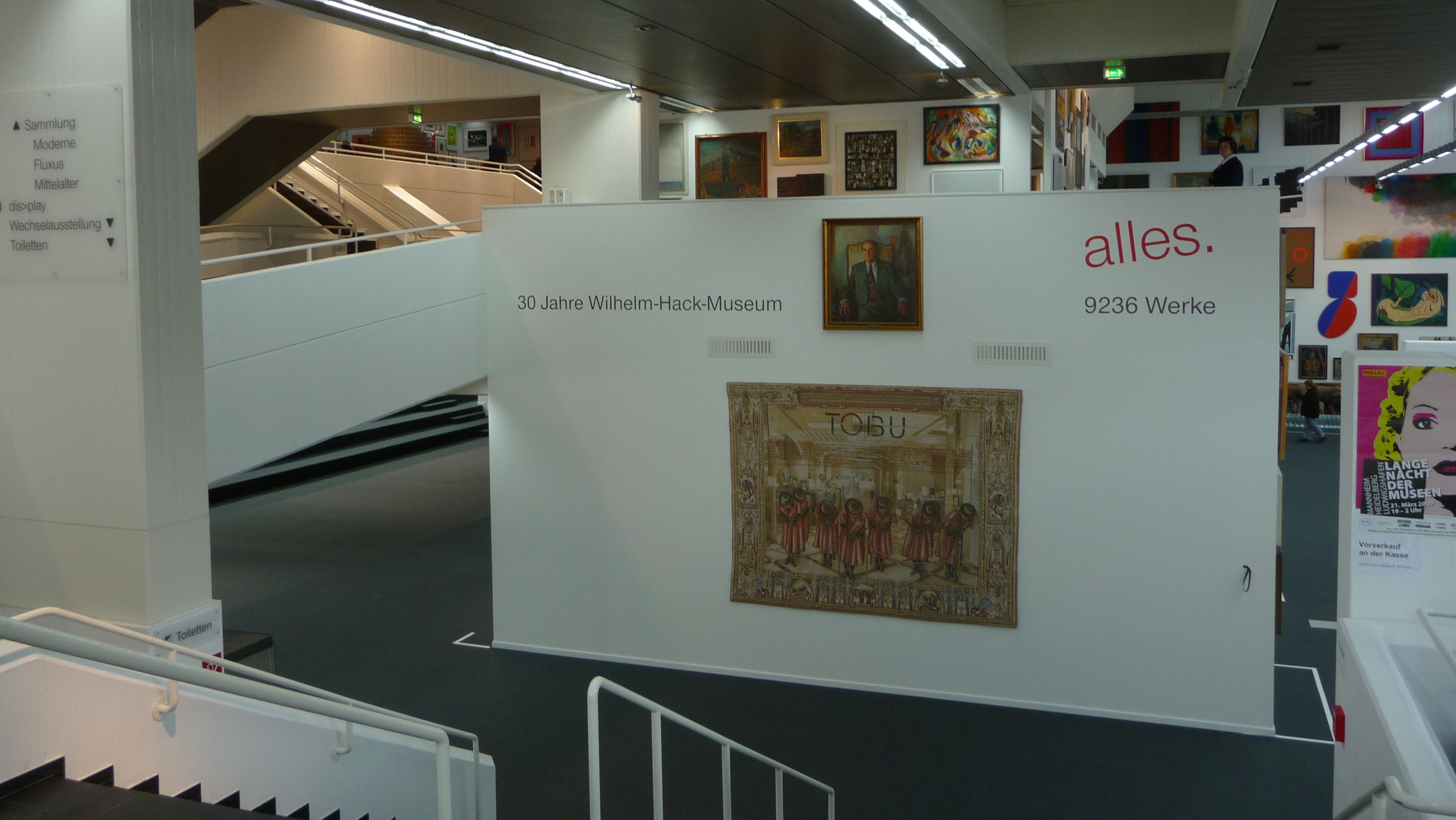
Eingangsbereich des Wilhelm-Hack-Museums in Ludwigshafen

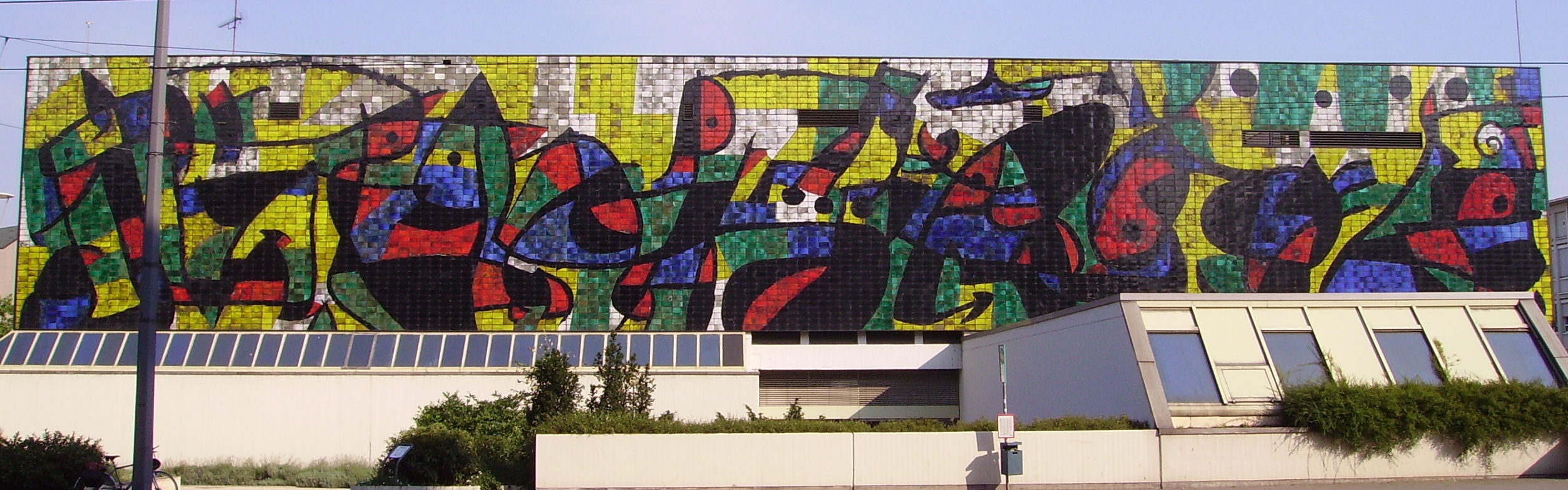
Fassade des Wilhelm-Hack-Museums

## Sammeltätigkeit
Bei den Anfängen seiner Kunstsammlung konzentrierte er sich auf mittelalterliche Kunst – vor allem rheinische Tafelbilder und erwarb auch den Gondorfer Gräberfund, einen fränkischen Gräberfund, den er nach dem Zweiten Weltkrieg erwerben konnte. Nach dem Zweiten Weltkrieg wandte sich Hack der Moderne zu. Er sammelte Werke der abstrakten Kunst und zwar besonders Werke der geometrischen Abstraktion. So erwarb er Kasimir Malewitschs Schwarzes Rechteck und rotes Quadrat von 1915 und Gemälde von Piet Mondrian, Wassily Kandinsky sowie Robert Delaunay.
Ende der 1960er-Jahre beschloss Wilhelm Hack, seine private Kunstsammlung der Öffentlichkeit zugänglich zu machen. Er präsentierte sie im Jahr 1969 erstmals in einer Ausstellung und gab gleichzeitig bekannt, seinen Besitz als Grundstein eines Museums stiften zu wollen. Auf der Suche nach einem Ort für seine Sammlung kam er 1971 auf Ludwigshafen am Rhein, dessen Oberbürgermeister Werner Ludwig Kontakt mit ihm aufnahm.
Hack entschied sich unter zahlreichen Städten für Ludwigshafen, weil ihm die Stadt einen angemessenen Museumsneubau versprach und  weil er glaubte, in der Industriestadt seine Vision einer kulturellen Initialzündung verwirklichen zu können. Diese Sammlung war die Grundlage für das renommierte Wilhelm-Hack-Museum der Stadt Ludwigshafen. Für dieses Museum ließ Hack von dem ihm persönlich bekannten katalanischen Künstler Joan Miró eine ganze Außenwand gestalten. Das Museum wurde 1979 eingeweiht. So idealistisch die Überlegungen Wilhelm Hacks waren, so vehement wurden sie von Teilen der Bevölkerung Ludwigshafens zunächst abgelehnt. Die Stadt verlieh ihm 1975 die Ehrenbürgerwürde.